# 1825 в Україні

## Події
- 29 грудня — початок повстання Чернігівського полку в Україні.

## Особи

### Народились
- 9 березня, Леонтович Павло Іванович (1825—1880) — український культурно-освітній діяч, письменник.
- 17 квітня, Ізидор Коперницький (1825—1891) — учений антрополог і етнограф, лікар, педагог, політичний діяч.
- 2 травня, Зіґмунт Качковський (1825—1896) — галицько-польський прозаїк, публіцист і поет, діяч національно визвольного руху XIX століття.
- 12 червня, Антоній Шнайдер (1825—1880) — польський краєзнавець, колекціонер, історик, археолог, етнограф, збирач матеріалів до археологічної карти Галичини.
- 22 червня, Володимир Дідушицький (1825—1899) меценат, колекціонер, природознавець, зоолог, етнограф, археолог, засновник Природознавчого музею у Львові, член-кореспондент Академії наук у Кракові, політичний діяч у Галичині. Один з очільників «Руського Собору».
- 2 липня, Александров Володимир Степанович (1825—1894) — український поет, військовий лікар, музикант, фольклорист, доктор медицини.
- 3 серпня, Горецький Людвіг Казимирович (1825—1885) — лікар-дерматолог, доктор медицини, ад'юнкт-професор Київського університету святого Володимира.
- 1 вересня, Никодим Бернацький (1825—1892) — польський скрипаль і композитор.
- 12 листопада, Ващенко-Захарченко Михайло Єгорович (1825—1912) — український математик.
- 10 грудня, Катажина Потоцька (1825—1907) — графиня гербу Корчак з роду Браницьких, дружина графа Адама Юзефа Потоцького, колекціонерка предметів мистецтва, меценатка Ягеллонського університету.
- 31 грудня, Маркелл (Попель) (1825—1903) — галицький москвофіл, греко-католицький священик, політемігрант до Російської імперії. Згодом єпископ Російської православної церкви (безпатріаршої), єпископ Полоцький і Вітебський РПЦ (б), один із діяльних ліквідаторів Холмської греко-католицької єпархії.
- Білозерський Василь Михайлович (1825—1899) — український громадсько-політичний і культурний діяч, журналіст.
- Братиця Павло Савич (1825—1887) — кобзар.
- Вільгельм Богуславський (1825—1901) — польський історик-слов'янознавець і мандрівник, юрист.
- Димський Модест Гаврилович (1825—1886) — український письменник, діяч освіти, засновник недільної школи в Хоролі.
- Едвард Руліковський (1825—1900) — польський історик і етнограф, дослідник Правобережної України.
- Толлі Іван Андрійович (1825—1887) — міський голова Києва в 1884—1887 роках, меценат, потомствений почесний громадянин Києва (1869), комерції радник (1877), статський радник, голова Київського комітету торгівлі і мануфактур (1882).
- Тулуб Олександр Данилович (1825—1872) — український педагог, громадський діяч.

### Померли
- 12 січня, Адам Вавжинець Жевуський (1760—1825) — польський магнат, державний діяч, дипломат Речі Посполитої, Російської імперії з роду Жевуських. Літератор, масон. Власник маєтку Погребище, Чуднів.
- 24 лютого, Атаназевич Іван Михайлович (1723—1825) — київський майстер по сріблу та золоту.
- 13 березня, Добриловський Юліян (1760—1825) — український священик (УГКЦ), василіянин, проповідник і місіонер, поет, перекладач.
- 31 березня, Гоголь-Яновський Василь Панасович (1777—1825) — український письменник, батько письменника Миколи Гоголя.
- 2 квітня, Шевченко Григорій Іванович (1781—1825) — батько Тараса Григоровича Шевченка.
- 30 квітня, Іґнац Поллак (1785—1825) — філософ, філолог педагог і музикант, фахівець з класичної філології, естетики та ораторського мистецтва, професор Львівського університету (1814—1825). Перший професор естетики Львівського університету.
- 4 липня, Амвросій (Келембет) (1745—1825) — український релігійний діяч, православний місіонер у Башкортостані та країнах Західного Сибіру, єпископ Російської православної церкви (Безпатріаршої).
- 9 липня, Гартман Вітвер (1774—1825) львівський скульптор епохи класицизму.
- 24 серпня, Ааронський Федір Іванович (1742—1825) — український живописець, фініфтяр, іконописець. У чернецтві — Феодосій.
- Амвросимов Михайло Андрійович (1760—1825) — російський та український архітектор.
- Антонський-Прокопович Вукол Антонович (1748—1825) — викладач, професор, архімандрит.
- Вернет Іван Пилипович (1760—1825) — письменник, педагог та журналіст.
- Войцехович Іван (1801—1825) — український і російський філолог, письменник, лексикограф.
- Анеля Сангушкова (? — 1825) — політична діячка часів Речі Посполитої, княгиня.

## Засновані, створені
- Одеський археологічний музей
- Одеський повіт
- Храм Вознесіння Господнього (Новопетрівка)
- Свято-Покровська церква (Скибинці)
- Астраханка (Україна)
- Богнатове
- Вишняки (Арцизький район)
- Єреміївка
- Жмеринка
- Коломійцівка
- Созонівка (Кропивницький район)

## Зникли, скасовані
- Український журнал (1824—1825) (Харків)
- Товариство об'єднаних слов'ян